# Pheidole haywardi
Pheidole haywardi är en myrart som beskrevs av Kusnezov 1952. Pheidole haywardi ingår i släktet Pheidole och familjen myror. Inga underarter finns listade i Catalogue of Life.

## Bildgalleri

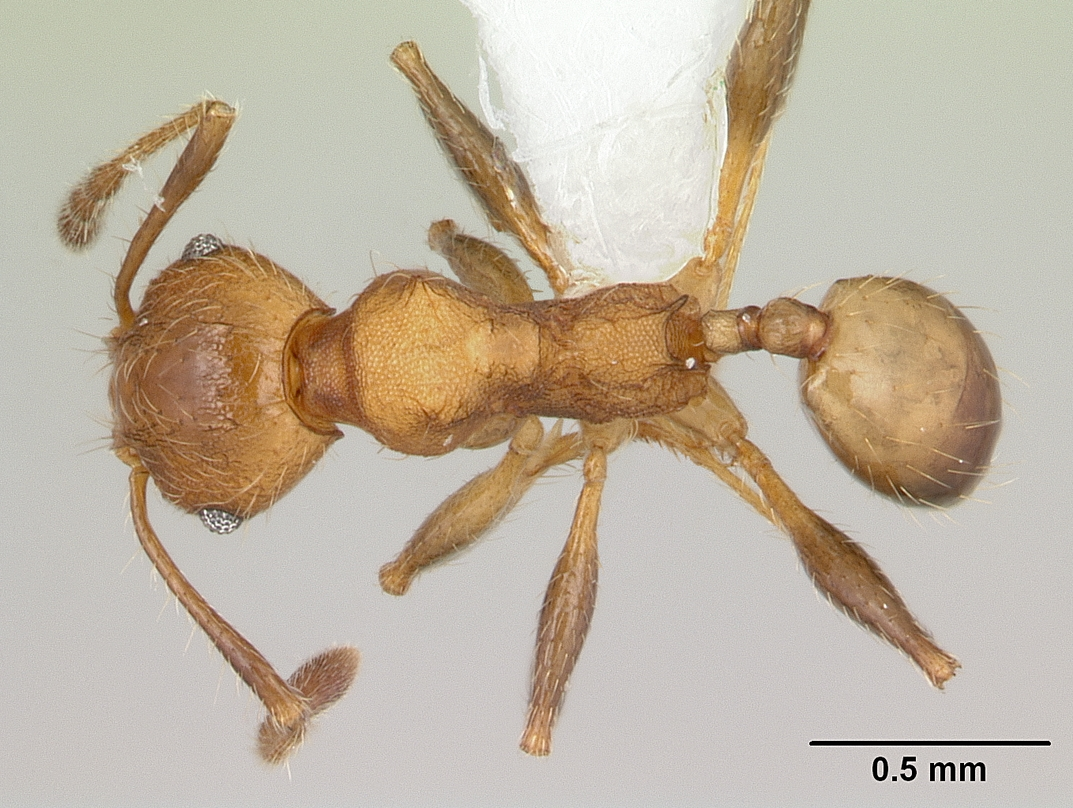
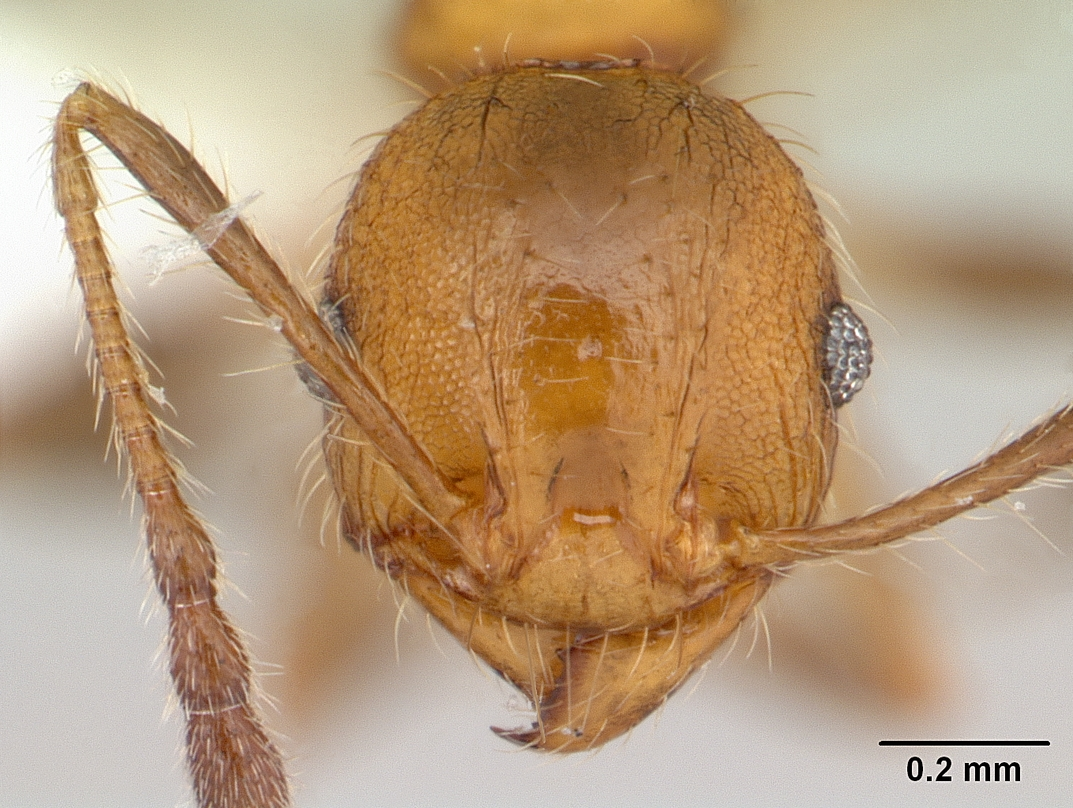
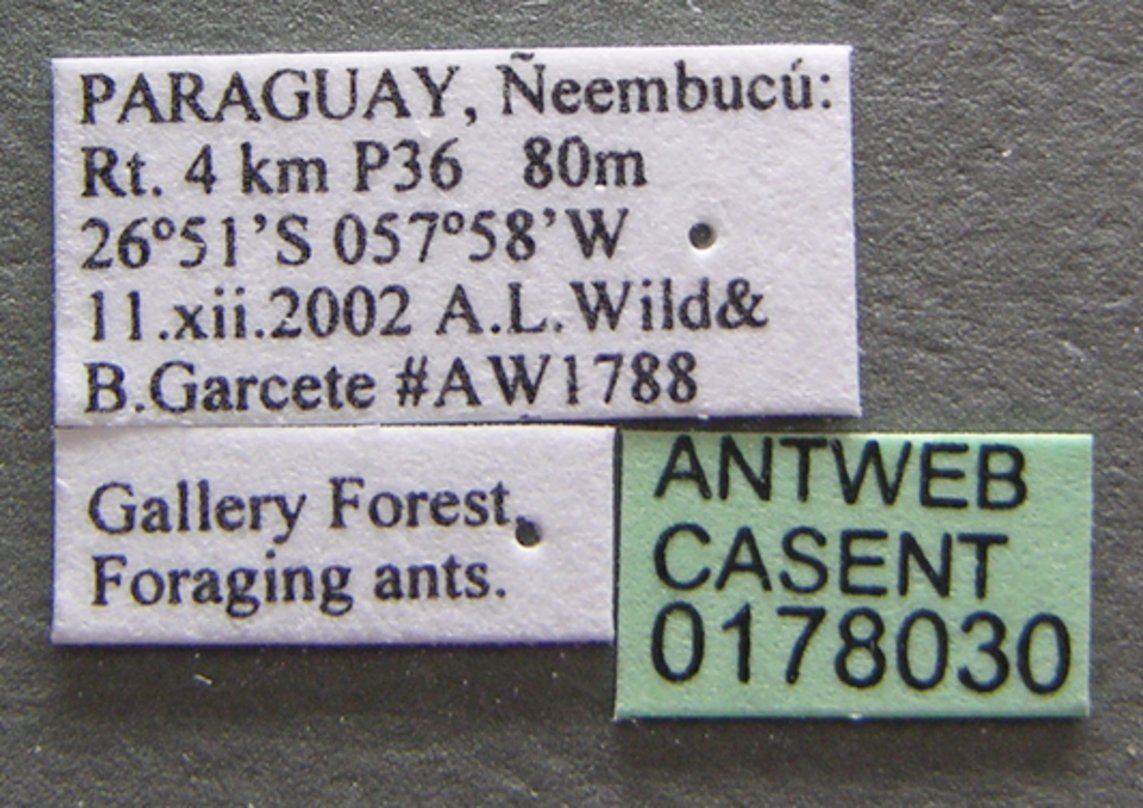
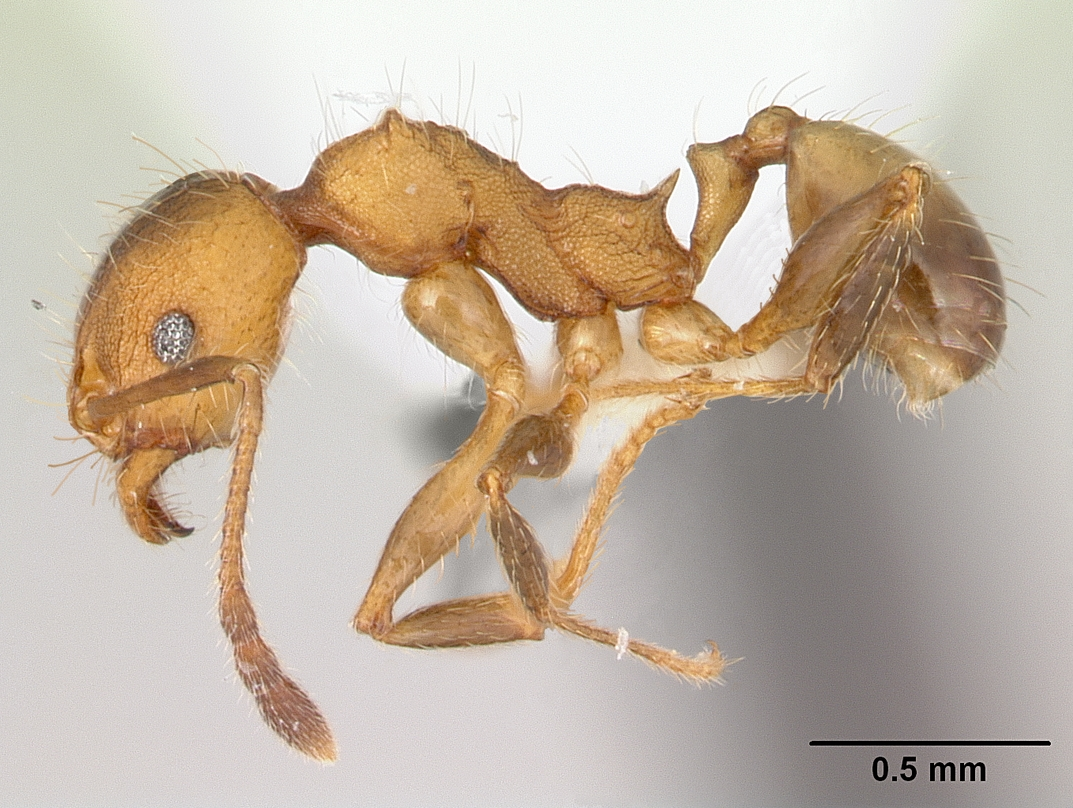